# Volutella ciliata
Volutella ciliata är en svampart som först beskrevs av Alb. & Schwein., och fick sitt nu gällande namn av Elias Fries 1832. Volutella ciliata ingår i släktet Volutella och familjen Nectriaceae.  Utöver nominatformen finns också underarten stipitata.